# Steve Pascolo

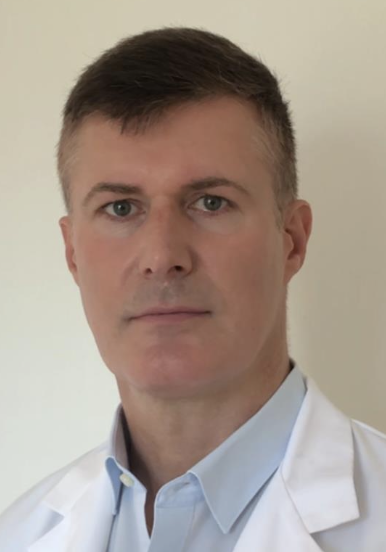
Steve Pascolo

Steve Pascolo (* 31. Dezember 1970 in Pont-Sainte-Maxence) ist ein französischer Biologe und einer der drei Mitbegründer von CureVac, dessen Chief Scientific Officer er von 2000 (Gründungsdatum) bis 2006 war. Er hat einen bedeutenden Teil seines Berufslebens der Entwicklung der mRNA (messenger RNA)-Impfstofftechnologie gewidmet, insbesondere gegen Krebs. Heute arbeitet er als Immunologe und Forscher am Universitätsspital Zürich und leitet die mRNA-Plattform des URPP für Krebsforschung.
Er ist auch der CEO der Schweizer Firma Miescher Pharma GmbH in Zürich.

## Frühes Leben und Ausbildung
Steve Pascolos Vater war ein Arbeiter. Er erhielt seinen M.S. in Biologie an der École normale supérieure in Paris.

## Karriere
Seine Doktorarbeit unter der Leitung von François Lemonnier am Institut Pasteur (1998) führte zur Erfindung des Mausmodells, der HHD-Mäuse (humanisierte Mäuse).
Er wechselte als Postdoc zu Hans-Georg Rammensee an die Universität Tübingen. Rammensee forschte an verschiedenen Anti-Krebs-Therapien.
Eli Gilboa hatte Mitte der 1990er Jahre gezeigt, dass in vitro produzierte und in vitro in Immunzellen (dendritische Zellen, die Immunantworten auslösen) übertragene mRNA als Impfstoff verwendet werden kann. Obwohl diese Methode schwierig und teuer ist (man muss eine Woche lang Blutzellen kultivieren, dendritische Zellen gewinnen, sie mit mRNA transfizieren und dann wieder in den Organismus injizieren), war sie in den späten 1990er Jahren sehr beliebt und überall wurden Strukturen aufgebaut, um sie zu implementieren.
Hans-Georg Rammensee, der auf einer Tagung in Israel im Februar 1996 von Gilboas Ergebnissen hörte, kam auf die Idee, direkte mRNA-Injektionen zu verwenden und gab das Thema seiner Doktorarbeit an einen neuen Studenten weiter: Ingmar Hoerr. Er testete und fand, dass nackte oder partikuläre mRNA als Impfstoff in Mäusen funktionierte.
Tatsächlich waren diese ersten Aktivitäten bereits 1993 von den Franzosen Frédéric Martinon und Pierre Meulien durchgeführt worden. Frédéric Martinon und seine Kollegen hatten gezeigt, dass ein Liposom, das eine mRNA enthielt, die für das Nukleoprotein (NP) des Influenzavirus kodierte, bei Mäusen eine Immunantwort auslöste.
Als Ingmar Hoerrs Aktivitäten bestätigten, dass es möglich ist, eine Impfstoffantwort mit Boten-RNAs zu erzeugen, verließ er das Labor an der Universität Tübingen, um in Österreich an der Donau-Universität Krems (1999–2000) einen MBA zu machen.
Steve Pascolo testete die mRNA-Impfstoff-Technik und entwickelte ab 1998 Impfstoffe, die auf der direkten Injektion von Boten-RNA (ivt mRNA für in vitro transcribed) basieren.
Gemeinsam mit Ingmar Hoerr, Florian von der Mülbe, Hans-Georg Rammensee und Günther Jung gründete Pascolo 2000 dir Firma Curevac. Dort Betrieb er als CSO die wissenschaftliche Forschung.
Steve Pascolo entwickelte das weltweit erste pharmazeutische Zentrum für die in vitro Produktion von Boten-RNA (einschließlich mRNA-Aufreinigung mittels HPLC von 2003) und leitete dessen wissenschaftlichen Betrieb.
Bei Curevac beseitigte er die technischen Hürden für den Einsatz von Boten-RNA in Impfstoffen, da erste Versuche zwar erfolgreich waren, aber die erzeugten Immunantworten nicht ausreichten.
Im Jahr 2003 meldete er gemeinsam mit dem Institut Pasteur in Paris ein Patent auf den mRNA-Impfstoff an und verglich die relative Wirksamkeit von mRNA-Impfstoffen mit DNA-Impfstoffen.
Die mRNA-Impfstoffe mussten noch optimiert werden, da die Immunantworten geringer sind als bei DNA-Impfstoffen.
Dann, im Jahr 2003, entwickelte Steve Pascolo die weltweit erste klinische Studie am Menschen. Überzeugt von der Sicherheit dieser Therapie wurde ihm als erstem Menschen von dem Arzt Benjamin Weide eine Boten-RNA injiziert, die Luciferase exprimiert (ein Protein, das normalerweise von einer Fliege produziert wird: dem Glühwürmchen).
Im Jahr 2006 verließ Steve Pascolo Curevac und wechselte an die Universität Zürich, wo er die Protokolle der Krebs-Chemotherapie optimierte und seine Arbeit an Boten-RNA-Impfstoffen fortsetzte.
Im Jahr 2008 zeigten seine klinischen Studien am Menschen die Sicherheit eines intradermalen nackten mRNA-Impfstoffs bei Melanomen und die Induktion von Immunantworten. Im Jahr 2009 testeten er und Weide et al. eine weitere Formulierung des mRNA-Impfstoffs (in Protamin) gegen Melanome und beschrieben erneut induzierte Immunantworten. 2011 publizierte er zusammen mit Brossart, dass der Karzinom-spezifische nackte mRNA-Impfstoff Immun- und klinische Reaktionen bei Patienten mit Nierenkrebs induzieren kann. Er arbeitete auch an der Neupositionierung alter Moleküle, um deren Wirksamkeit zu evaluieren, vor allem Chloroquin.
Sein fachlicher Rat wurde in der Folge von verschiedenen Forschern aufgegriffen, die an RNA in vitro arbeiten (ob für Impfstoff- oder Nicht-Impfstoff-Anwendungen).
Im Jahr 2020, mit der Pandemie im Zusammenhang mit Covid, erhielten Boten-RNA-Impfstoffe ein erneutes Interesse und standen wegen einer ihrer Eigenschaften im Rampenlicht: der Schnelligkeit der Massenproduktion. Steve Pascolo wurde eingeladen, in verschiedenen Fernsehsendungen und in verschiedenen Zeitungen in Frankreich, der Schweiz und Deutschland aufzutreten, um auf das Misstrauen gegenüber dieser Technologie zu reagieren, von der einige sagen, sie sei „zu schnell, um erfolgreich zu sein“, und die doch das Ergebnis von über 20 Jahren Forschung ist.
Im Jahr 2021 veröffentlichte er Synthetic Messenger RNA-Based Vaccines: from Scorn to Hype.

## Patente
Steve Pascolo hält rund 25 Patente für seine Erfindungen.
Seine Patente umfassen:
- Eukaryotic Initiation factor 4 recruiting aptamers for enhancing translation (WO2019081383)[22]
- RNA-coded Antibody (US2016166691)[23]
- Adjuvans in Form einer lipid-modifizierten Nukleinsäure (WO2007095976)[24]
- Kombinationstherapie zur Immunstimulation (EP1928494A2)[25]
- Transfektion von Blutzellen mit mRNA zur Immunstimulation und Gentherapie (EP2223700A1)[26]
- New immunogenic preparation, useful for preparing a composition for treating or preventing infections caused by HIV, Hepatitis B or C Virus, Rous-Sarcoma virus or Chlamydia Pneumonia (FR2845918)[27]
- Immunstimulation durch chemisch modifizierte RNA (EP1685844A2)[28]
- Immunogenic Preparations and Vaccines on the basis of mRNA (WO2003059381A2)[29]
- Pharmaceutical Composition Containing a Stabilized mRNA optimized for translation in its coding regions (US10568972B2)[30]
- Cytotoxic Immunostimulating particles and uses thereof (WO2017067592A1)[31]

## Buchkapitel
- Steve Pascolo: Biolistic DNA Delivery. Hrsg.: Stephan Sudowe, Angelika B. Reske-Kunz (= Methods in Molecular Biology. Band 940). Humana Press, 2013, ISBN 978-1-62703-110-3, Enhancement of Gene Gun-Induced Vaccine-Specific Cytotoxic T-Cell Response by Administration of Chemotherapeutic Drugs, S. 189–198, doi:10.1007/978-1-62703-110-3_16, PMID 23104344 (englisch).
- Steve Pascolo: Toll-Like Receptors (TLRS) and Innate Immunity. In: Stefan Bauer, Gunther Hartmann (Hrsg.): Handbook of Experimental Pharmacology. Vol. 183, Nr. 183. Springer, Berlin / Heidelberg 2008, ISBN 978-3-540-72167-3, Vaccination with Messenger RNA (mRNA), S. 221–235, doi:10.1007/978-3-540-72167-3_11, PMID 18071662 (englisch).
- Genomic and Personalized Medicine. Academic Press, 2008, ISBN 978-0-08-091903-4 (englisch, google.com).
- Steve Pascolo: Handbook of Pharmaceutical Biotechnology. John Wiley & Sons, 2006, ISBN 0-470-11711-7, Plasmid DNA and Messenger RNA for Therapy, S. 971–1011, doi:10.1002/9780470117118.ch07b (englisch).
- [32]

## Weitere ausgewählte Publikationen
- Time to use a dose of Chloroquine as an adjuvant to anti-cancer chemotherapies. In: European Journal of Pharmacology, 15. Januar 2016, 71. Jahrgang, S. 139–144. ISSN 0014-2999, doi:10.1016/j.ejphar.2015.12.017, PMID 26687632.
- Steve Pascolo. „The messenger’s great message for vaccination“. Journal of Expert review of vaccination[33].
- S. Pascolo: Commenting on communicator RNA. In: Gene Therapy. Band 18, Nr. 10, 18. August 2011, ISSN 1476-5462, S. 943–944, doi:10.1038/gt.2011.122, PMID 21850049 (englisch).
- Steve Pascolo: HLA class I transgenic mice: development, utilisation and improvement. In: Expert Opinion on Biological Therapy. Band 5, Nr. 7, 1. Juli 2005, ISSN 1471-2598, S. 919–938, doi:10.1517/14712598.5.7.919, PMID 16018738 (englisch).
- Steve Pascolo, Florent Ginhoux, Nihay Laham, Steffen Walter, Oliver Schoor, Jochen Probst, Pierre Rohrlich, Florian Obermayr, Paul Fisch, Olivier Danos, Rachel Ehrlich, Francois A. Lemonnier, Hans-Georg Rammensee: The non-classical HLA class I molecule HFE does not influence the NK-like activity contained in fresh human PBMCs and does not interact with NK cells. In: International Immunology. Band 17, Nr. 2, 1. Februar 2005, ISSN 0953-8178, S. 117–122, doi:10.1093/intimm/dxh191, PMID 15623549 (englisch, oup.com).
- Steve Pascolo: Messenger RNA-based vaccines. In: Expert Opinion on Biological Therapy. Band 4, Nr. 8, 17. August 2004, S. 1285–1294, doi:10.1517/14712598.4.8.1285, PMID 15268662 (englisch).